# Хеморагични циститис
Хеморагични  циститис један је од клиничких симптома доњег уринарног тракта који укључују крварење из мокраћне бешике (хематурију) и симптоме иритативног мокрења. Настаје услед оштећења прелазног епитела и крвних судова мокраћне бешике токсинима, патогенима, зрачењем, лековима или болешћу.
Инфективни узроци хеморагичног циститиса укључују бактерије и вирусе.  Неинфективни хеморагични циститис  се најчешће јавља код пацијената који су били подвргнути зрачењу карлице, хемотерапији или обема методама.  Оболели могу развити асимптоматску микроскопску хематурију или грубу хематурију са угрушцима, што може довести до задржавања урина. Лечење зависи од етиологије, тежине крварења и симптома.
Пацијенти који су подвргнути трансплантацији хематопоетских матичних ћелија често имају хеморагични циститис јер је већина њих изложена циклофосфамиду, зрачењу целог тела или обема методама. Пацијенти са малигнитетима и они који су подвргнути хемотерапији су често имунокомпромитовани и изложени су великом ризику од добијања бактеријских и вирусних инфекција које могу изазвати и еморагични циститис.
Ретко, артериовенске малформације, каменци, метастатски тумори и, чешће,  малигни тумори уротепитела  изазивају велику (масицну) хематурију. Они се разликују од хеморагичног циститиса на основу снимања и ендоскопске евалуације.
За пацијенте који примају лекове или су подвргнути процедурама за које је познато да узрокују хеморагични циститис, превенција је од суштинског значаја. Две стандардне методе превенције токсичног дејства циклофосфамида на мокраћну бешику су хиперхидратација и примена месна. Контроверзне методе укључују профилактичку иригацију бешике и пражњење по сату.
Лекари који лече онколошке пацијенте обавезни су да прадузимају превентивне мера против хеморагичног циститиса. Крв у мокраћи, поготову без болова, захтева брзи преглед уролога и тачну дијагностикику, како би се након раног откривање тумора и уз примену најновијих и разноврсних лекова и метода лечења омогућило успешно лечење и превенција најтежих облика болести.

## Релевантна анатомија
Релевантна анатомија мокраћне бешике од значаја за неинфективни хеморагични циститис укључује познавање њених слојева ткива од лумена ка њеној спољашњости. 
Слој гликозаминогликана (ГАГ) прекрива унутрашњу површину бешике преко прелазног епитела. Дубоко у овом прелазном епителу, који је површно прекривен „кишобранским“ ћелијама, налази се субмукоза мокраћне бешике са својом микроваскуларном структуром коју прекрива мишић детрузора (глатки мишић оријентисан у више праваца) који омогућава равномерно истезање и складиштење мокраће. 
Слој масног везивног ткива окружује већи део предњег и бочног дела бешике у Ретзиусовом простору, док га, постериорно, перитонеална серозна површина одваја од слепе вреће и садржаја трбушне дупље.
У случајевима хроничног циститиса, неоваскуларност у субмукозној области је уобичајена и вероватно је место из кога потиче акутна крварење, Исхемијске промене у крвним судовима повезане са ендартеритисом могу довести до улцерација слузокоже и акутног крварења.

## Епидемиологија
Хеморагични циститис није уобичајен у општој популацији. Али може утицати на 10% до 35% или више пацијенат који примају одређене третмане током лечења рака. Па је тако хеморагични циститис писутан код и до 70% пацијената који су били изложени високим дозама  циклофосфамида или ифосфамида у склопу хемотерапије. и код 5-10% пацијената који су били подвргнути зрачењу карлице у току лечења рака (малигнитета).
Инциденција код дечије популације је мања него код одраслих.
Студија код пацијената који су били подвргнути алогеној трансплантацији хематопоетских матичних ћелија открила је двогодишњу кумулативну инциденцу хеморагичног циститиса који је  у 24% случајева повезан са БК полиомавирусом. У овим студијама истраживачи су идентификовали три клиничка фактора повезана са хеморагичним циститисом: мијелоаблативно стање, виремија цитомегаловируса и тешку акутну болест трансплантата против домаћина.
Фактори који су значајно повезани са развојем хеморагичног циститиса били су претходна трансплантација и појава реактивације цитомегаловируса пре хеморагичног циститиса.

### Фактори ризика
Према униваријантној анализи, следећи фактори су значајно повезани са повећаним ризиком од хеморагичног циститиса:
- старост > 5 година
- мушки пол
- хемотерапија циклофосфамидом или бусулфаном
- трансплантација коштане сржи или матичних ћелија периферне крви
- радиотерапија карлице
- основне дијагнозе рабдомиосаркома, акутне леукемије или апластичне анемије

Фактори повезани са већом тежином циститиса су следећи:
- старијеа животна доб,
- касни почетак хеморагичног циститиса,
- позитивна уринокултура на БК вирус
- трансплантација коштане сржи или матичних ћелија периферне крви

СадржајПрегледСимптоми и узроциДијагноза и тестовиМенаџмент и лечењеПревенцијаОутлоок / ПрогнозаЖиви са
СадржајПрегледСимптоми и узроциДијагноза и тестовиМенаџмент и лечењеПревенцијаОутлоок / ПрогнозаЖиви са

## Етиологија
Хеморагични циститис је резултат оштећења слузнице бешике, укључујући и њене крвне судове. Оштећења могу бити узрокована:
- бактеријскаом или вирусном инфекцијом.
- трансплантацијом коштане сржи .
- хемотерапијом,  на пример након примена циклофосфамида или ифосфамида.
- излагања одређеним хемикалијама, као што су анилин и толуидин.
- дадиотерапија ткива  у близини мокрачне бешике.

## Клиничка слика
Симптоми хеморагичног циститиса варирају у зависности од тога колико је озбиљан случај. Знаци и симптоми хеморагичног циститиса могу укључивати:
- крв у урину ( хематурија ), која може учинити да мокраћа изгледа ружичасто, црвено или браон.
- крвни угрушци у урину.
- дизурија (болно мокрење) .
- грозница .
- чести нагони за мокрењем .
- немогућност мокрења.
- губитак контролне функције бешике .